# Buono!
Buono! (jap. ボーノ) – japoński zespół J-popowy powstały 21 lipca 2007 roku w ramach Hello! Project. Celem utworzenia grupy było nagranie muzyki wykorzystywanej w czołówce i napisach końcowych w anime Shugo Chara!.

## Skład zespołu
- Momoko Tsugunaga (嗣永桃子) – Berryz Kōbō, liderka grupy
- Miyabi Natsuyaki (夏焼雅) – Berryz Kōbō
- Airi Suzuki(inne języki) (鈴木愛理) – °C-ute

## Dyskografia

### Single
1. Honto no Jibun – wydany 31 października 2007.
| Lp. | Tytuł                           | Tytuł oryginalny              |
| --- | ------------------------------- | ----------------------------- |
| 1   | Honto no Jibun                  | ホントのじぶん                |
| 2   | Kokoro no Tamago                | こころのたまご                |
| 3   | Honto no Jibun (Instrumental)   | ホントのじぶん (Instrumental) |
| 4   | Kokoro no Tamago (Instrumental) | こころのたまご (Instrumental) |

2. Renai ♥ Rider – wydany 6 lutego 2008.
| Lp. | Tytuł                             | Tytuł oryginalny                        |
| --- | --------------------------------- | --------------------------------------- |
| 1   | Renai ♥ Rider                     | 恋愛♥ライダー                           |
| 2   | Janakya Mottainai!                | じゃなきゃもったいない！                |
| 3   | Renai ♥ Rider (Instrumental)      | 恋愛♥ライダー (Instrumental)            |
| 4   | Janakya Mottainai! (Instrumental) | じゃなきゃもったいない！ (Instrumental) |

3. Kiss! Kiss! Kiss! – wydany 14 maja 2008.
| Lp. | Tytuł                            | Tytuł oryginalny                  |
| --- | -------------------------------- | --------------------------------- |
| 1   | Kiss! Kiss! Kiss!                | Kiss！Kiss！Kiss！                |
| 2   | Minna Daisuki                    | みんなだいすき                    |
| 3   | Kiss! Kiss! Kiss! (Instrumental) | Kiss！Kiss！Kiss！ (Instrumental) |
| 4   | Minna Daisuki (Instrumental)     | みんなだいすき (Instrumental)     |

4. Gachinko de Ikō! – wydany 20 sierpnia 2008.
| Lp. | Tytuł                           | Tytuł oryginalny                  |
| --- | ------------------------------- | --------------------------------- |
| 1   | Gachinko de Ikō!                | ガチンコでいこう！                |
| 2   | Lady Panther                    | れでぃぱんさぁ                    |
| 3   | Gachinko de Ikō! (Instrumental) | ガチンコでいこう！ (Instrumental) |
| 4   | Lady Panther (Instrumental)     | れでぃぱんさぁ (Instrumental)     |

5. Rottara Rottara – wydany 12 listopada 2008.
| Lp. | Tytuł                          | Tytuł oryginalny                 |
| --- | ------------------------------ | -------------------------------- |
| 1   | Rottara Rottara                | ロッタラ ロッタラ                |
| 2   | My Love                        | マイラブ                         |
| 3   | Rottara Rottara (Instrumental) | ロッタラ ロッタラ (Instrumental) |
| 4   | My Love (Instrumental)         | マイラブ (Instrumental)          |

6. co·no·mi·chi – wydany 21 stycznia 2009.
| Lp. | Tytuł                            | Tytuł oryginalny               |
| --- | -------------------------------- | ------------------------------ |
| 1   | co·no·mi·chi                     | co・no・mi・chi                |
| 2   | Muteki no ∞ Power                | 無敵の∞Power                   |
| 3   | co·no·mi·chi (Instrumental)      | co・no・mi・chi (Instrumental) |
| 4   | Muteki no ∞ Power (Instrumental) | 無敵の∞Power (Instrumental)    |

7. MY BOY – wydany 29 kwietnia 2009.
| Lp. | Tytuł                 | Tytuł oryginalny        |
| --- | --------------------- | ----------------------- |
| 1   | MY BOY                | MY BOY                  |
| 2   | Warp!                 | ワープ！                |
| 3   | MY BOY (Instrumental) | MY BOY (Instrumental)   |
| 4   | Warp! (Instrumental)  | ワープ！ (Instrumental) |

8. Take It Easy! – wydany 26 sierpnia 2009.
| Lp. | Tytuł                              | Tytuł oryginalny                    |
| --- | ---------------------------------- | ----------------------------------- |
| 1   | Take It Easy!                      | Take It Easy!                       |
| 2   | Kirai Suki Daikirai                | キライスキダイキライ                |
| 3   | Take It Easy! (Instrumental)       | Take It Easy! (Instrumental)        |
| 4   | Kirai Suki Daikirai (Instrumental) | キライスキダイキライ (Instrumental) |

9. Bravo☆Bravo – wydany 16 grudnia 2009.
| Lp. | Tytuł                       | Tytuł oryginalny            |
| --- | --------------------------- | --------------------------- |
| 1   | Bravo☆Bravo                 | Bravo☆Bravo                 |
| 2   | Winter Story                | Winter Story                |
| 3   | Bravo☆Bravo (Instrumental)  | Bravo☆Bravo (Instrumental)  |
| 4   | Winter Story (Instrumental) | Winter Story (Instrumental) |

10. Our Songs – wydany 3 lutego 2010.
| Lp. | Tytuł                        | Tytuł oryginalny             |
| --- | ---------------------------- | ---------------------------- |
| 1   | Our Songs                    | Our Songs                    |
| 2   | We are Buono!                | We are Buono!                |
| 3   | Our Songs (Instrumental)     | Our Songs (Instrumental)     |
| 4   | We are Buono! (Instrumental) | We are Buono! (Instrumental) |

11. Zassō no Uta
| Lp. | Tytuł                       | Tytuł oryginalny          |
| --- | --------------------------- | ------------------------- |
| 1   | Zassō no Uta                | 雑草のうた                |
| 2   | Runaway Train               | ラナウェイトレイン        |
| 3   | JUICY HE@RT                 | JUICY HE@RT               |
| 4   | Zassō no Uta (Instrumental) | 雑草のうた (Instrumental) |

12. Natsu Dakara!
| Lp. | Tytuł                        | Tytuł oryginalny           |
| --- | ---------------------------- | -------------------------- |
| 1   | Natsu Dakara!                | 夏ダカラ!                  |
| 2   | Ice Mermaid                  | Ice Mermaid                |
| 3   | Natsu Dakara! (instrumental) | 夏ダカラ! (instrumental)   |
| 4   | Ice Mermaid (Instrumental)   | Ice Mermaid (Instrumental) |

### Albumy
1. Café Buono! (2008.02.20)
2. Buono!2 (2009.02.11)

## DVD

### Live DVD
1. Buono! Live 2009 ~Hybrid★Punch~ (2009.05.27)

### FC DVD
1. Buono! days ~Buono! Leader Ketteisen!~ (2008.08.22)
2. Buono! Kessei 1 Shuunen Kinen FC Special Live ~Rock’n Buono!~ (2008.12.20)
3. Buono! DVD MAGAZINE Vol.1 (2009.02.11)

## Telewizja
- Pizza-La